# Хунценшвиль
Хунценшвиль (нем. Hunzenschwil) — коммуна в Швейцарии, в кантоне Аргау.
Входит в состав округа Ленцбург.  Население составляет 2928 человек (на 31 декабря 2007 года). Официальный код  —  4200.